# 南京财经大学红山学院
南京财经大学红山学院，是南京财经大学举办的普通全日制本科独立学院，具有独立法人资格。
学院拥有两个校区：高淳校区和福建路校区，分别位于南京市高淳区和鼓楼区。

## 历史
- 1999年，批准成立，为公有民办二级学院；
- 2005年，改办为独立学院。
- 2024年8月，学校主校区由镇江市桥头镇迁至南京市高淳区。

## 专业设置
- 国际经济与贸易
- 贸易经济
- 法学
- 英语
- 市场营销
- 会计学
- 审计学
- 人力资源管理
- 金融学
- 保险
- 税务
- 工商管理
- 财务管理
- 电子商务
- 物流管理